# 盲獣vs一寸法師
『盲獣vs一寸法師』（もうじゅうたいいっすんぼうし）は、2001年製作・2004年に公開された日本映画。2005年に死去した石井輝男監督の最後の作品となった。

## 作品解説
1991年（平成3年）、ビデオ映画『ザ・ヒットマン 血はバラの匂い』（東映ビデオ）にて映画界に復活した石井輝男は、ともにつげ義春原作の『ゲンセンカン主人』（1993年）『無頼平野』（1995年）の監督を務めた。1998年（平成10年）からは、従来自宅に置かれたハウスプロダクション「石井輝男プロダクション」による製作を開始。『ねじ式』（1998年）、『地獄』（1999年）と低予算映画を連発し、同社が最後に着手した低予算映画が本作である。
かつて石井が監督した『江戸川乱歩全集 恐怖奇形人間』（東映）の原作者である江戸川乱歩の小説『盲獣』『 一寸法師』、『踊る一寸法師』を融合させ、石井自身が脚本を書き下ろした。
劇場公開作ながら、石井作品では初となるデジタルビデオでの撮影が行われた。東宝撮影部出身の石井だが、「撮影技師」としての業務はこれが初となる。照明技師は、『無頼平野』以降の石井作品で手腕を発揮した日活出身のベテラン・野口素胖が務めた。石井をサポートする撮影助手には、同年映画監督デビューする本田隆一の名があり、実際は彼が大部分を撮影したという。
2001年（平成13年）に完成したものの、同年6月24日の第23回ぴあフィルムフェスティバルでの上映以降も、配給元が定まらなかった。完成から3年後となる2004年（平成16年）3月13日、越川道夫率いるスローラーナーとの共同配給体制のもと、「石井輝男プロダクション」が自社配給を行った。2004年10月29日、クロックワークスから本作のDVDが発売。アメリカ合衆国では2006年（平成18年）8月22日、パニックハウスから『Blind Beast vs. Killer Dwarf』のタイトルで発売された。

## エピソード
2005年（平成17年）8月12日に死去した石井輝男の遺作となったが、2年前の2003年（平成15年）に公開された山口雄大監督の『地獄甲子園』に脚本協力として、漫☆画太郎、北村龍平らとともに名を連ねている。
2009年（平成21年）、復活当選した田中美絵子議員が「菊池美絵子」名義で本作に出演していたことが発覚。ヌードシーンの存在が物議を醸し、当選前に未公表だったことなど「お騒がせしたこと」について謝罪する騒動となった。
2012年（平成24年）、フィルムによる保存を目的として35ミリに変換、3月31日より銀座シネパトスで初上映される。
主演のリリー・フランキーは脚本を読み、最後まで犯人がわからないことを不思議に思った。近くにいた塚本晋也に相談したが「俺から大先輩には聞けない」と告げられ、自ら監督にたずねると「（推理を）間違える明智小五郎があってもいい」と言われたという。

## キャスト
- 小林紋三(小説家)：リリー・フランキー
- 明智小五郎：塚本晋也
- 盲獣：平山久能
- 一寸法師：リトル・フランキー
- 水木蘭子：藤田むつみ
- 山野百合枝：橋本麗香
- 丹下博士：丹波哲郎
- 人形師 安川：薩摩剣八郎
- 厚化粧の男：しゅう （元:シャ乱Q）
- 貧相な四十男 : 鳴門洋二
- 公園の酔っぱらい：園子温
- 煙草屋の婆さん：元藤燁子
- 蕗屋運転手：及川光博
- 田村検事：手塚眞
- 盲目の美少女：細野佑美子
- 天尾夫人：檀上かおり
- 麗子：菊地美絵子
- 山本：辻岡正人
- ムーランルージュの客 : 中野貴雄
- 乗船客 : 熊切和嘉、石川美津穂
- エロ写真売り : 飯島洋一
- 一寸法師吹き替え : ジーコ内山
- 乗船客：ホリケン
- お化け屋敷の親爺：吉田祐健
- 火消番の権造：町田政則
- 西郷像前の野次馬：吉岡睦雄
- 新聞記者：平川直大
- 新聞記者：松原正隆
- 下女・梅子：まいまちこ

## スタッフ
- プロデューサー・監督・脚本・撮影 : 石井輝男
- 原作 : 江戸川乱歩『盲獣』/『 一寸法師』/『踊る一寸法師』
- 照明 : 野口素胖
- 録音 : 岩井澤健治
- 美術 : 鈴屋港、八木孝道
- 特殊美術 : 原口智生
- 音楽 : 藤野智香
- 編集：矢口将樹、山下暁子
- 製作主任：菅原養史
- 助監督：西川裕、林真由美、山本隆平
- 撮影助手 : 本田隆一
- 挿絵：竹中英太郎
- レイティング : PG-12
- 製作：石井プロダクション

## 関連書籍
- 江戸川乱歩『盲獣』所収
  - 日本小説文庫『盲獣』、春陽堂、1932年
  - 『盲獣』、文芸図書出版社、1952年
  - 江戸川乱歩全集3『蜘蛛男・指・盲獣』、桃源社、1963年
  - 江戸川乱歩文庫『十字路・盲獣』、春陽堂書店、1988年 ISBN 4394301300
  - 江戸川乱歩推理文庫『盲獣』、講談社文庫、1988年 ISBN 4061952137
  - 現代日本推理小説叢書『盲獣 - 乱歩傑作選 14』、創元推理文庫、1996年 ISBN 4488401147
  - 江戸川乱歩全集『蜘蛛男・指・盲獣』、沖積舎（桃源社版の覆刻版）、2007年 ISBN 4806066311
- 江戸川乱歩『踊る一寸法師』所収
  - 亂歩傑作選集 第1卷『黄金假面』、平凡社、1935年
  - 江戸川乱歩全集14『悪魔の紋章・石榴』、桃源社、1962年
  - 鮎川哲也編『怪奇探偵小説集 2』、ハルキ文庫、1998年 ISBN 4894564122
  - 江戸川乱歩全集14『悪魔の紋章・石榴』、沖積舎（桃源社版の覆刻版）、2008年 ISBN 4806066427